# Bent Outzen
Bent Outzen (født 1. juni 1948) var en  fodboldspiller fra Middelfart, der spillede for Middelfart BK, B1909 og Danmarks fodboldlandshold.